# 中華民國國道
中華民國國道是指由中華民國政府出資興建與管理的最高等級幹線公路，其識別標誌係以中華民國國花梅花為造型。目前有10條路線，均位於臺灣本島，除國道三號甲線全線及國道八號部分路段為快速公路外，其餘均為高速公路。其中，國道一號（俗稱一高、中山高）與國道三號（俗稱二高、福高）為縱貫臺灣西部的兩大主線。
中華民國國道的歷史可回溯於1919年，政府遷臺後則將國道設計為汽車專用道路。現今中華民國國道總長度988.56公里，含連絡道以及高架路段的總養護里程約為1,061.8公里，路網規劃總長1,348公里。目前所有的規劃、興建、管理、維護工作均統一交由交通部高速公路局負責。此外，國道一號現設有四條戰備跑道。

中華民國國道路線圖（尚未更新）

## 國道路線列表
| 編號         | 名稱                           | 起訖點             | 長度  | 收費 | 現況                  | 備註                                                                                           |
| ------------ | ------------------------------ | ------------------ | ----- | ---- | --------------------- | ---------------------------------------------------------------------------------------------- |
| 國道一號     | 中山高速公路                   | 基隆端－高雄端     | 374.3 | 是   | 全線通車              | 高架拓寬線包含汐止五股高架道路及五股楊梅高架道路，另有楊梅頭份高架道路規劃中                   |
| 國道一號甲線 | 桃園航空城北側聯外高速公路     | 竹圍系統－大坑系統 | 11    |      | 第二階段 環境評估通過 |                                                                                                |
| 國道二號     | 機場支線、桃園環線             | 機場端－鶯歌系統   | 20.4  | 否   | 全線通車              |                                                                                                |
| 國道二號甲線 | 大園支線                       | 大園系統－大園     | 4.0   | 否   | 部分通車              | 大園系統－圳頭規劃中                                                                           |
| 國道三號     | 福爾摩沙高速公路               | 基金－大鵬灣端     | 431.5 | 是   | 全線通車              | 遠程計畫延伸至楓港以銜接南迴公路                                                               |
| 國道三號甲線 | 臺北聯絡線                     | 臺北端－深坑端     | 5.6   | 是   | 全線通車              | 全線為快速公路                                                                                 |
| 國道四號     | 臺中環線                       | 清水端－潭子系統   | 26.8  | 否   | 全線通車              | 原計畫延伸至霧峰銜接國道三號，後因台74線的興建已提供聯絡大里、霧峰等地之服務，故路線縮短至潭子 |
| 國道五號     | 蔣渭水高速公路（北宜高速公路） | 南港系統－蘇澳     | 54.2  | 是   | 全線通車              | 近期計畫延伸至永樂以銜接蘇花公路                                                               |
| 國道六號     | 水沙連高速公路                 | 霧峰系統－埔里端   | 37.6  | 否   | 全線通車              | 遠程計畫延伸至花蓮                                                                             |
| 國道七號     | 高雄港東側聯外高速公路         | 南星端－仁武系統   | 23    | 未定 | 已核定                | 遠程計畫延伸至臺南                                                                             |
| 國道八號     | 臺南支線（臺南環線）           | 臺南端－新化端     | 15.5  | 否   | 全線通車              | 南133線平交路口以西為快速公路、以東為高速公路                                                  |
| 國道9號      |                                |                    |       |      | 尚未核定              |                                                                                                |
| 國道十號     | 高雄支線（高雄環線）           | 左營端－旗山端     | 33.8  | 否   | 全線通車              |                                                                                                |

## 國道興建規劃歷史與未來
中華民國國道的發展大致可分為三個時期：北洋政府時期、國民政府時期，以及政府遷台後的臺灣時期。在北洋政府時期，雖已制定有關國道的法規，但未明確公佈具體路線規劃，導致社會各界紛紛提出各自構想，形成百家爭鳴的局面。至國民政府時期，雖曾多次提出全國性公路建設計畫，但因權責分散、執行難度高，以及連年戰亂等因素，導致政策朝令夕改，缺乏延續性與統一性。直至政府遷往臺灣後，受益於相對穩定的政治環境與經濟成長，方能推動較為系統且具可行性的國道建設方案，並實際付諸實行。

### 北洋政府時期
中華民國公路之始，為1919年11月14日內務部公布之《修治道路條例》。本條例將全國道路線分為四類：(一)國道、(二)省道、(三)縣道及(四)里道，並規定國道為由京師達於各省，及特別行政區域之道路（第二條）；寬度五丈以上（第六條）；由內務部核定，並得特設機關辦理修治事務（第十一條）。但內務部自《修治道路條例》公布後，實際上並未具體核定國道路線:180，使得公路界人士踴躍提出各種方案，但都未受重視。

#### 國道網方案
1919年，北洋政府內務部工程司周秉清根據前述公路分類及其範圍，提出了51條路線的《國道網方案》，總長69994里（合40320公里）。
周秉清《國道網方案》，將全國分為三大區；從山海關至伊犁（長城以北部分）為北區，從長城南部至長江以北為中區，長江以南為南區。修建計劃分為10年，每年建成6999里（合4032公里）。估算10年建設經費為3960.82萬元。為節省經費，周氏提出了利用舊有官路、大路或郵路的路基，以減少徵用耕地和其它困難。但對路基寬度，規定在50英尺（15.24公尺）以上，以適應汽車行駛。
當時工程界楊得任認為周氏方案是「為促動當時政府之最有力者，而政府遂以此方案為將來建設國道之標準方法」。但北洋政府並未對周氏方案以法定方式作出最後的決定。
| 序號                                            | 起點 | 訖點   | 訖點 | 訖點 | 訖點 | 訖點   | 訖點 | 訖點 | 訖點 | 訖點 | 訖點 | 訖點 | 訖點 | 共計里程（里） |
| 序號                                            | 起點 | 地名   | 里   | 地名 | 里   | 地名   | 里   | 地名 | 里   | 地名 | 里   | 地名 | 里   | 共計里程（里） |
| ----------------------------------------------- | ---- | ------ | ---- | ---- | ---- | ------ | ---- | ---- | ---- | ---- | ---- | ---- | ---- | -------------- |
| 1                                               | 開封 | 北京   | 1494 | 安慶 | 1270 | 西安   | 930  | 濟南 | 450  | 武昌 | 1195 | 太原 | 850  | 6189           |
| 2                                               | 北京 | 濟南   | 930  | 太原 | 1150 | 科布多 | 6280 |      |      |      |      |      |      | 8360           |
| 3                                               | 保定 | 奉天   | 550  | 濟南 | 570  |        |      |      |      |      |      |      |      | 1120           |
| 4                                               | 奉天 | 琿春   | 970  | 璦琿 | 1490 |        |      |      |      |      |      |      |      | 2460           |
| 5                                               | 安慶 | 濟南   | 1340 | 杭州 | 640  | 武昌   | 610  | 南昌 | 670  |      |      |      |      | 3260           |
| 6                                               | 杭州 | 福州   | 1030 | 南昌 | 1140 |        |      |      |      |      |      |      |      | 2170           |
| 7                                               | 武昌 | 長沙   | 850  | 西安 | 1410 | 成都   | 2120 | 南昌 | 790  |      |      |      |      | 5170           |
| 8                                               | 南昌 | 福州   | 860  | 廣州 | 1550 | 長沙   | 730  |      |      |      |      |      |      | 3140           |
| 9                                               | 福州 | 廣州   | 1520 |      |      |        |      |      |      |      |      |      |      | 1520           |
| 10                                              | 廣州 | 長沙   | 2130 | 桂林 | 870  |        |      |      |      |      |      |      |      | 3000           |
| 11                                              | 長沙 | 桂林   | 1640 | 貴陽 | 1630 |        |      |      |      |      |      |      |      | 3270           |
| 12                                              | 桂林 | 貴陽   | 1020 | 雲南 | 2150 |        |      |      |      |      |      |      |      | 3170           |
| 13                                              | 貴陽 | 成都   | 1120 | 雲南 | 1155 |        |      |      |      |      |      |      |      | 2275           |
| 14                                              | 西安 | 蘭州   | 1030 | 成都 | 1220 | 西藏   | 1590 |      |      |      |      |      |      | 3840           |
| 15                                              | 蘭州 | 青海   | 2140 | 新疆 | 4410 |        |      |      |      |      |      |      |      | 6550           |
| 16                                              | 青海 | 西藏   | 710  |      |      |        |      |      |      |      |      |      |      | 710            |
| 17                                              | 成都 | 長沙   | 1960 | 蘭州 | 1580 | 西藏   | 3160 | 雲南 | 1510 |      |      |      |      | 8210           |
| 18                                              | 濟南 | 太原   | 830  | 南京 | 1230 |        |      |      |      |      |      |      |      | 2060           |
| 19                                              | 太原 | 內蒙古 | 1440 | 西安 | 1070 |        |      |      |      |      |      |      |      | 2510           |
| 20                                              | 南京 | 杭州   | 490  | 安慶 | 520  |        |      |      |      |      |      |      |      | 1010           |
| 總計                                            | 總計 |        |      |      |      |        |      |      |      |      |      |      |      | 69994          |
| 註：每里=0.576公里；凡起點至一個訖點為1條路線。 |      |        |      |      |      |        |      |      |      |      |      |      |      |                |

#### 擬修國道一覽表
繼周秉清之後，易榮膺就全國原有驛道制成《擬修國道一覽表》，共計路線21條，總長約70670里（合40710公里）。他與周氏論點有共同之處，主張盡量利用驛道，以減少佔地的阻力，比較容易執行。

| 序號 | 名稱   | 第一段            | 第一段 | 第二段              | 第二段 | 第三段            | 第三段 | 第四段      | 第四段 | 第五段    | 第五段 | 總和 |
| 序號 | 名稱   | 起訖點            | 里程   | 起訖點              | 里程   | 起訖點            | 里程   | 起訖點      | 里程   | 起訖點    | 里程   | 總和 |
| ---- | ------ | ----------------- | ------ | ------------------- | ------ | ----------------- | ------ | ----------- | ------ | --------- | ------ | ---- |
| 1    | 京廣線 | 北京-開封         | 1495   | 開封-武昌           | 1195   | 武昌-長沙         | 900    | 長沙-廣州   | 1230   |           |        | 4820 |
| 2    | 京福線 | 北京-濟南         | 800    | 濟南-南京           | 1245   | 南京-杭州         | 490    | 杭州-福建   | 1030   |           |        | 3565 |
| 3    | 保滇線 | 保定-太原         | 800    | 太原-西安           | 1350   | 西安-成都         | 2160   | 成都-雲南   | 1510   |           |        | 5820 |
| 4    | 張庫線 | 張家口-哲斯       | 800    | 哲斯-庫倫           | 1650   |                   |        |             |        |           |        | 2450 |
| 5    | 京琿線 | 北京-奉天         | 1470   | 奉天-吉林           | 830    | 吉林-璦琿         | 1770   |             |        |           |        | 4070 |
| 6    | 吉琿線 | 吉林-寧安         | 635    | 寧安-璦琿           | 600    |                   |        |             |        |           |        | 1235 |
| 7    | 薩科線 | 薩爾烏蘇-哈喇尼敦 | 1420   | 哈喇尼敦-烏里雅蘇台 | 1640   | 烏里雅蘇台-科布多 | 1320   |             |        |           |        | 4380 |
| 8    | 同廣線 | 大同-太原         | 620    | 太原-開封           | 850    | 開封-安慶         | 1270   | 安慶-南昌   | 670    | 南昌-廣州 | 1550   | 4960 |
| 9    | 京綏線 | 北京-張家口       | 380    | 張家口-大同         | 450    | 大同-哲斯         | 820    |             |        |           |        | 1650 |
| 10   | 京赤線 | 北京-熱河         | 420    | 熱河-赤峰           | 510    |                   |        |             |        |           |        | 930  |
| 11   | 杭資線 | 杭州-安慶         | 640    | 安慶-武昌           | 610    | 武昌-宜昌         | 1200   | 宜昌-資州   | 1480   |           |        | 4290 |
| 12   | 綏閩線 | 烏先-西安         | 1590   | 西安-武昌           | 1410   | 武昌-南昌         | 790    | 南昌-閩侯   | 860    |           |        | 4650 |
| 13   | 閩桂線 | 閩侯-廣州         | 1520   | 廣州-桂林           | 870    |                   |        |             |        |           |        | 2390 |
| 14   | 重桂線 | 重慶-貴陽         | 705    | 貴陽-桂林           | 1020   |                   |        |             |        |           |        | 1725 |
| 15   | 濟蘭線 | 濟南-開封         | 450    | 開封-西安           | 930    | 西安-蘭州         | 1449   |             |        |           |        | 2829 |
| 16   | 成伊線 | 成都-蘭州         | 1580   | 蘭州-酒泉           | 1480   | 酒泉-哈密         | 1540   | 哈密-迪化   | 1680   | 迪化-伊犁 | 1355   | 7653 |
| 17   | 隴藏線 | 平番-西寧         | 400    | 西寧-鄂陵海         | 900    | 鄂陵海-富拉嶺     | 1150   | 富拉嶺-拉薩 | 700    |           |        | 3150 |
| 18   | 川藏線 | 清溪-巴塘         | 870    | 巴塘-昌都           | 600    | 昌都-拉薩         | 1400   |             |        |           |        | 2870 |
| 19   | 杭滇線 | 杭州-南昌         | 1140   | 南昌-長沙           | 730    | 長沙-貴陽         | 1860   | 貴陽-昆明   | 930    |           |        | 4665 |
| 20   | 湘桂線 | 恆州-永州         | 340    | 永州-桂林           | 405    |                   |        |             |        |           |        | 765  |
| 21   | 開安線 | 開封-亳州         | 43     | 亳州-鳳陽           | 410    | 鳳陽-安慶         | 670    |             |        |           |        | 1510 |

#### 四經五緯國道網
1921年，中華全國道路建設協會幹事吳山提出以甘肅省省會蘭州為中心的「四經五緯國道網」，並編擬了《建設中華全國汽車道路圖》
四經五緯國道網是在中心點蘭州之外以4個內外環線聯結各省會及若干著名大城市，全網總里程約長106950里（約合61600公里），全部建築費估計為白銀10695萬兩。這個方案曾以中華全國道路協會名義呈報北洋政府內務部備案，而內務部的批文僅是「尚可藉資參考」，既未正式研究，又未明令公布施行。
當時留學德國柏林工科大學的黃君及北京李公度等人對吳山方案提出異議，認為以蘭州為中心的國道網只著重經濟地理，未涉及國防，「若以國防論，應偏東北；若以商業及實業論，應以漢口為中心」。為此，道路協會的周國衡又在《道路月刊》上發表《全國汽車路線中心點研究》的文章，闡明以蘭州為中心是為改變西北和西南地區的交通閉塞和經濟落後，急應在該地區修建公路以發展生產的觀點。

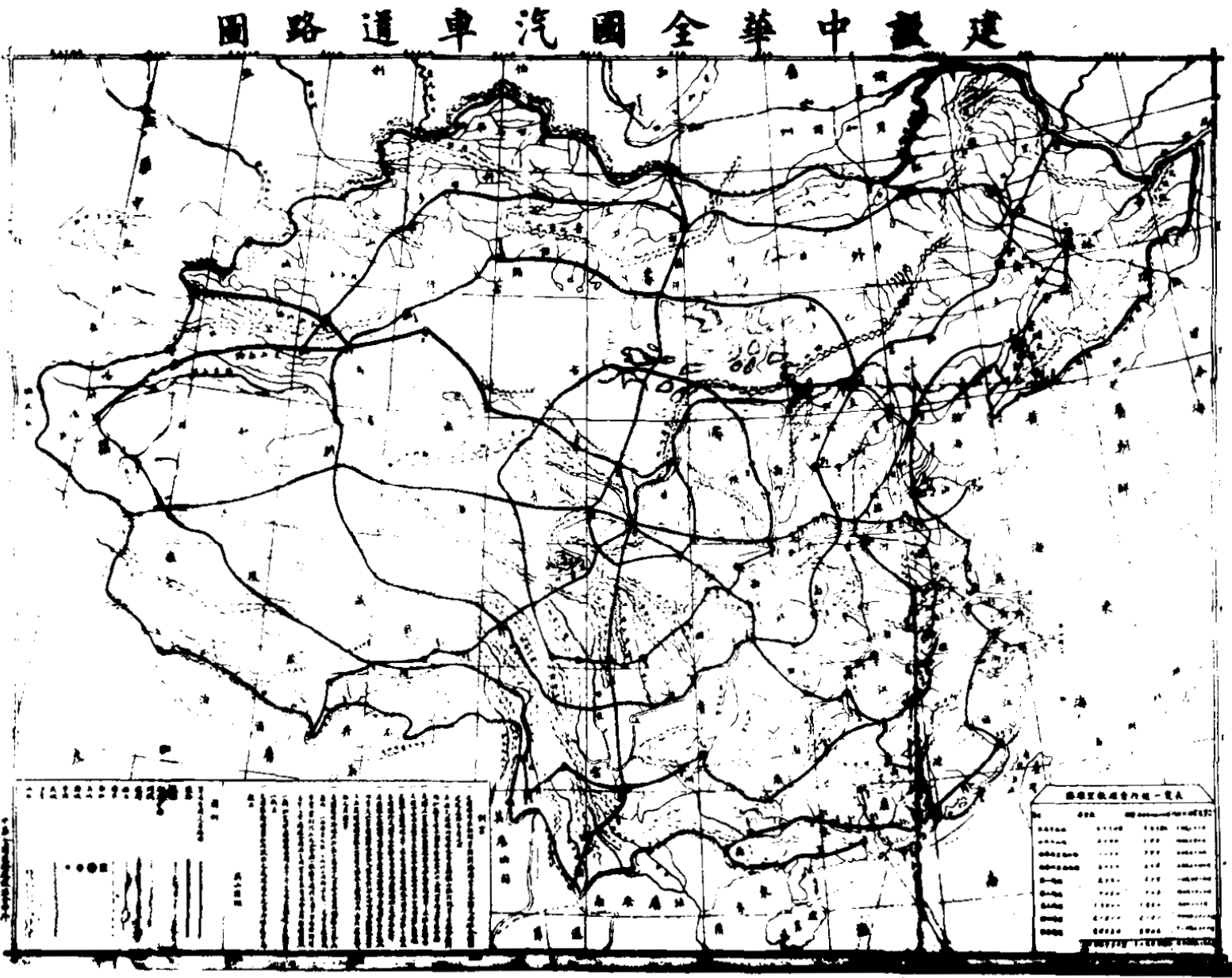
建設中華全國汽車道路圖

| 線別 | 線號 | 線名 | 線名 | 路線經過地名                                                 | 備註                               |
| 線別 | 線號 | 起點 | 終點 | 路線經過地名                                                 | 備註                               |
| ---- | ---- | ---- | ---- | ------------------------------------------------------------ | ---------------------------------- |
| 經線 | 第一 | 滇   | 蒙   | 雲南、洪江、四川、甘肅、蒙古                                 |                                    |
| 經線 | 第二 | 魯   | 新   | 山東、青島、直隸、河南、山西、陝西、甘肅、新疆               |                                    |
| 經線 | 第三 | 汕頭 | 伊犁 | 廣東、江西、湖南、湖北、四川、陝西、甘肅、新疆               |                                    |
| 經線 | 第四 | 璦琿 | 亞東 | 黑龍江、奉天、直隸、山西、陝西、甘肅、青海、西藏             |                                    |
| 緯線 | 第一 | 西寧 | 西寧 | 西寧、武威、寧夏、平涼、天水、西寧                           | 自西寧起環繞蘭州寧夏等省回到西寧   |
| 緯線 | 第二 | 酒泉 | 酒泉 | 酒泉、榆林、西安、南鄭（漢中）、沔縣、成都、雅安、巴安、酒泉 | 自酒泉起環繞蘭州經成都等地回到酒泉 |
| 緯線 | 第三 |      |      |                                                              | 缺資料                             |
| 緯線 | 第四 |      |      |                                                              | 缺資料                             |
| 緯線 | 第五 |      |      |                                                              | 缺資料                             |

#### 修建南北統一國道計畫
公路專家趙祖康與彭禹謨合擬的《修建南北統一國道計畫》是在北洋政府與護國軍政府統治的政局下，為促進南北統一提出由北京至上海（中經直隸、山東、河南、安徽、江蘇和浙江等省）的一條國道線，全長3210里（約合1850公里），計劃以5年時間完成。為促其實現，曾以中華全國道路建設協會名義呈報北洋政府內務部，列述了修建理由、施工方法和資金來源等，可謂詳盡備至。但仍未得到北洋政府的重視，終將計劃置諸高閣。

### 國民政府時期
北伐勝利後，1928年8月國民政府交通部在南京召開全國交通會議，重新擬定公路分類與國道網規劃，並將道路分為國道、省道、縣道三個類別，其中國道的定義為由此省會達彼省會之道路；或直達商港，貫通全國之道路，同時規定國道由中央政府籌辦，基於這些交通部提出了《四經三緯國道網》規劃，但同年10月，國民政府設鐵道部，國道改由鐵道部主管，因而交通部擬定的規畫未付諸實施。1929年2月鐵道部召集11省政府代表組成國道設計委員會，議定《國道路線網》，並於同年10月22日公佈實施。而後於1933年又公佈《豫鄂皖贛蘇浙湘七省公路路線劃分定名原則及編號辦法》規定11條幹線，並在後續擴張至33條，成為假定國道網。在抗戰勝利後，國民政府正式制定《國道網計劃》並規定15條國道，但由於國共內戰而無法完工，最終在政府遷台後便無疾而終。

#### 四經三緯國道網
交通部擬定的國道網規劃路線，總稱為《四經三緯國道網》， 是以蘭州為中心，經線行經中心，直達邊陲；緯線環繞中心，貫通各大都市，而支線則補幹線的不足，經線4條，緯線3條，總長41550公里。除上述幹線外還有二條支線規劃，分別與第二和第三緯線相銜接。第一條支線由貴陽至開封，聯絡黔、湘、鄂、豫等省，長 1500公里；第二條支線由昆明至南京，聯絡滇、桂、粵、浙、蘇等省，長3200公里。
以上幹支公路路線擬定後，曾制定分期修建計劃，其主要原則是：凡屬經線宜先籌建，以期縱橫貫通，各地風俗易於調和和融化；凡交通不便的區域宜先籌建，以便灌輸政綱，普及教育；凡在鐵道第一期規劃中尚未施工之處，應先趕建國道幹線公路，以利交通，發展實業。:64
幹支各線之線路及里程國道幹線，分為經線及緯線二類。計經線凡四，緯線凡三。總長共計41550公里。
| 線別 | 序號 | 路線 | 里程(km) | 說明 |
| ---- | ---- | --- | -------- | --- |
| 經線 | 1    | 由雲南省極南邊界之洪江起，經過思茅，普洱，元江，昆明，武定，西昌，康定，懋功，松潘，岷縣，蘭州，本番，涼州，薩伊爾烏蘇，庫倫至買賣城。 | 3200     | 此線自南而北，縱貫雲南，四川，甘肅，蒙古，各省區域。                                                                 |
| 經線 | 2    | 由山東省青島海口起，經過濰縣，濟南，濟寧，開封，鄭州，洛陽，潼關，西安，平涼，榆中，蘭州，西寧，各爾莫至和闐 | 4000     | 此線自東而西，橫貫山東，河北，河南，山西，陝西，甘肅，青海，新疆，各省區域。                                         |
| 經線 | 3    | 由福州經過建昌，南昌，長沙，常德，夔州，洋縣，漢中，秦州，蘭州，涼州，甘州，肅州，安西，哈密，吐魯番，迪化，綏來，至伊犁。 | 4500     | 此線由國境之東南隅起，直達西北。斜貫廣東，江西，湖南，湖北，四川，陝西，甘肅，各省區域。                             |
| 經線 | 4    | 由黑龍江邊境之璦琿起，經過龍江，洮南，開魯，赤峰，多倫，張家口，托克托，榆林，鹽池，海原，蘭州，導河，昌都，拉薩，江孜，至亞東 | 4650     | 此線由國境之東北隅起，直走南西，斜貫黑龍江，遼寧，河北，山西，陝西，甘肅，青海，西藏各省區域。                       |
| 經線 | 合計 | 合計 | 16350    | |
| 緯線 | 1    | 由陝西西安起，經過蒲州，延長，榆林，五原，蘭州，都蘭寺，古爾昂阿，圖登貢巴，鄧柯，巴塘，裏塘，康定，雅安，成都，三台，閬中，洋縣，再至西安。 | 4100     | 此線聯絡陝西，綏遠，甘肅，青海，西藏，四川，諸省重要都會。                                                           |
| 緯線 | 2    | 由河南開封起，經過汲縣，清化，長治，太原，正定，保定，北京，宜化，張家口，康保，滂江，烏得，賽伊謝烏蘇，翁金，烏里雅蘇台，鎮西，吐魯番，婼羌，乃什，巴哈苦苦，賽橋，昌都，德榮，西昌，斜州，重慶，忠州，萬縣，夔州，宜昌，襄陽，南陽，禹縣，再至開封。                                                     | 7600     | 此線聯絡河南，山西，河北，察哈爾，蒙古，新疆，青海，西藏，四川，湖北，諸省重要都會。                                 |
| 緯線 | 3    | 由山東濟南起，經過德州，天津，連山，瀋陽，朝陽，吉林，濱江，龍江，呼倫，克魯倫，庫倫，錫巴爾卞倫，科布多，承化，塔城，伊犁，溫宿，疎勒，莎車，和闐，竹岡特，拉薩，宰城，騰越，大理，昆明，興義、貴陽，思恩，柳州，桂林，永州，衡陽，宜春，南昌，浮梁，石埭，蕪湖，南京，清江浦，海州，臨沂，泰安直至濟南。 | 13500    | 此線連絡山東，河北，遼寧，吉林，黑龍江，外蒙古，新疆，西藏，雲南，貴州，廣西，湖南，江西，安徽，江蘇，諸省重要都會。 |
| 緯線 | 合計 | 合計 | 25200    | |
| 支線 | 1    | 由貴陽起,經過沅州，辰州，常德，岳州，武昌，漢口，信陽至開封。 | 1500     | 此線起自第三緯線之貴陽，聯絡貴州，湖南，湖北，河南諸省重要都市。並與第二緯線相銜接。                                 |
| 支線 | 2    | 由雲南昆明起，經過百色，南寧，梧州，三水，廣州，惠州，潮州，漳州，福州，延平，浦城，衢州，嚴州，杭州，湖州，宜興，至南京。 | 3200     | 此線起自第三緯線之昆明，聯結雲南，廣西，廣東，福建，浙江，江蘇，諸省重要都市，仍與第三緯線相銜接。                   |
| 支線 | 合計 | 合計 | 4700     | |
| 總計 | 總計 | 總計 | 46250    | |

#### 國道路線網
鐵道部於1929年10月22日公佈《國道路線網》，包含主要是幹線公路的12條國道路線，共長67553華里(33776.5公里)。當時估計工程費為36406.8萬元，預計10年內完成內部線，20年內完成邊防線，分四期進行。國民政府於1931年6月6日公布《國道條例》，全國國道之修建及管理皆依本法辦理。第二條為國道之定義：「凡連貫兩省區以上，及有關國防之要塞、港灣、商埠之路皆為國道」。國道路線由中華民國鐵道部規定，並權衡其緩急輕重，指定興築程序（第三條）。並以此進行國道修建，至1933年僅完成5100公里。「所有築路事宜，仍由各省自行辦理，省際交通仍乏聯絡如故，以致各該路築成後之效用，並不顯著」；這是周一士對當時實施築路結果的評價。
| 序號 | 名稱     | 路線 |
| ---- | -------- | --- |
| 1    | 京桂線   | 自南京經句容、宜興、長興、湖州、杭州、紹興、台州、溫州、福州、興化、泉州、漳州、潮州、陸豐、海豐、廣州、肇慶、梧州、鬱林、南寧、龍州； |
| 2    | 京滇康線 | 自南京經浦口、盧州、安慶、漢口、漢陽、沙市、常德、辰州、銅仁、玉屏、甕安、貴陽、安順、盤縣、曲靖至昆明，自昆明又分二線：一經普洱至車里，一經楚雄至大理，自大理又分二線：一西經永昌至騰衝，一北經麗江至巴塘；                                              |
| 3    | 京藏線   | 自南京經浦口、盧州、六安、固始、光州、羅山、信陽、桐柏、棗陽、樊城、老河口、鄖陽、白河、興安、漢中、潼川、成都、雅州、打箭爐、裏塘、巴塘、察木多、洛城至拉薩； 南京至盧州，與京滇康線公用 樊城至鄖陽與閩新線公用（加成沙枝線） 漢中至成都，與陝桂線公用； |
| 4    | 閩新線   | 福州、延平、邵武、光澤、南城、撫州、南昌、安義、張公渡、白槎、陽新、鄂城、武昌、漢口、襄陽、老河口、鄖陽、西安、蘭州、嘉峪關、安西、猩猩峽、哈密、鎮西、奇合、迪化、西來、烏蘇至伊黎；                                                                    |
| 5    | 京蒙線   | 南京、浦口、鳳陽、（支線至臨淮關）穎州、周家口、鄭州、清化、澤州、太原、大同、平地泉、滂江、烏得、叨林、庫倫、買賣城（加滂張支線）； |
| 6    | 京黑線   | 浦口、六合、天長、淮陰、海州、沂州、濰縣、武定、滄州、天津、北平、承德、赤峰、開魯、洮南、龍江、嫩江、璦琿、黑河； |
| 7    | 張遠線   | 赤峰、潮陽、新立屯、新民、奉天、海龍、吉林、五常、方正、依蘭、臨江、綏遠； |
| 8    | 甘藏新線 | 西寧、鹽池、玉樹、土司、拉薩、扎什倫布、聶拉木、加託克、羅託克、和闐； |
| 9    | 綏新線   | 包頭、五原、寧夏、蘭州、西寧、敦煌、婼羌、且末、于闐、和闐、疏勒； |
| 10   | 黑蒙新線 | 滿州里、庫倫、烏里雅蘇台、科布多、承化寺、塔城、烏蘇； |
| 11   | 迪疏線   | 迪化、吐魯番、焉耆、庫車、拜城、溫宿、烏什、巴楚、疏勒； |
| 12   | 陝桂線   | 潼關、西安、寶雞、漢中、潼川、成都、瀘州、遵義、貴陽、都勻、慶遠、柳州、梧州。 |

#### 七省公路會議幹支線
全國經委會公路處鑒於以往修建公路缺少聯絡，致使規劃未能成為整個體系，深感全國公路建設，如無通盤籌計是不行的。乃於1932年5月起，先從蘇、浙、皖三省開始，協助省建設當局修建滬杭、杭徽、京蕪、蘇嘉、長宣、京杭6條重要公路，定名為「三省聯絡公路」。開始了聯絡公路的修建。同年11月，蔣中正為發展中部各省公路交通，將三省公路專門委員會改組為七省「蘇、浙、皖、湘、鄂、贛、豫」公路專門委員會，由經委會公路處督導七省公路部門修建會議擬定七省聯絡公路。並於1933年公佈《豫鄂皖贛蘇浙湘七省公路路線劃分定名原則及編號辦法》規定了11條幹線。嗣後，「應時勢需要」，又擴大範圍，南至福建，北至陜甘，將督造聯絡公路增加到十省。自民國24年起，四川、貴州、青海、寧夏、綏遠和廣東等省又相繼列入經委會督造公路範圍，使聯絡公路里程增加到3萬多公里，幹線也擴張至33條，「成一假定國道公路網」。。

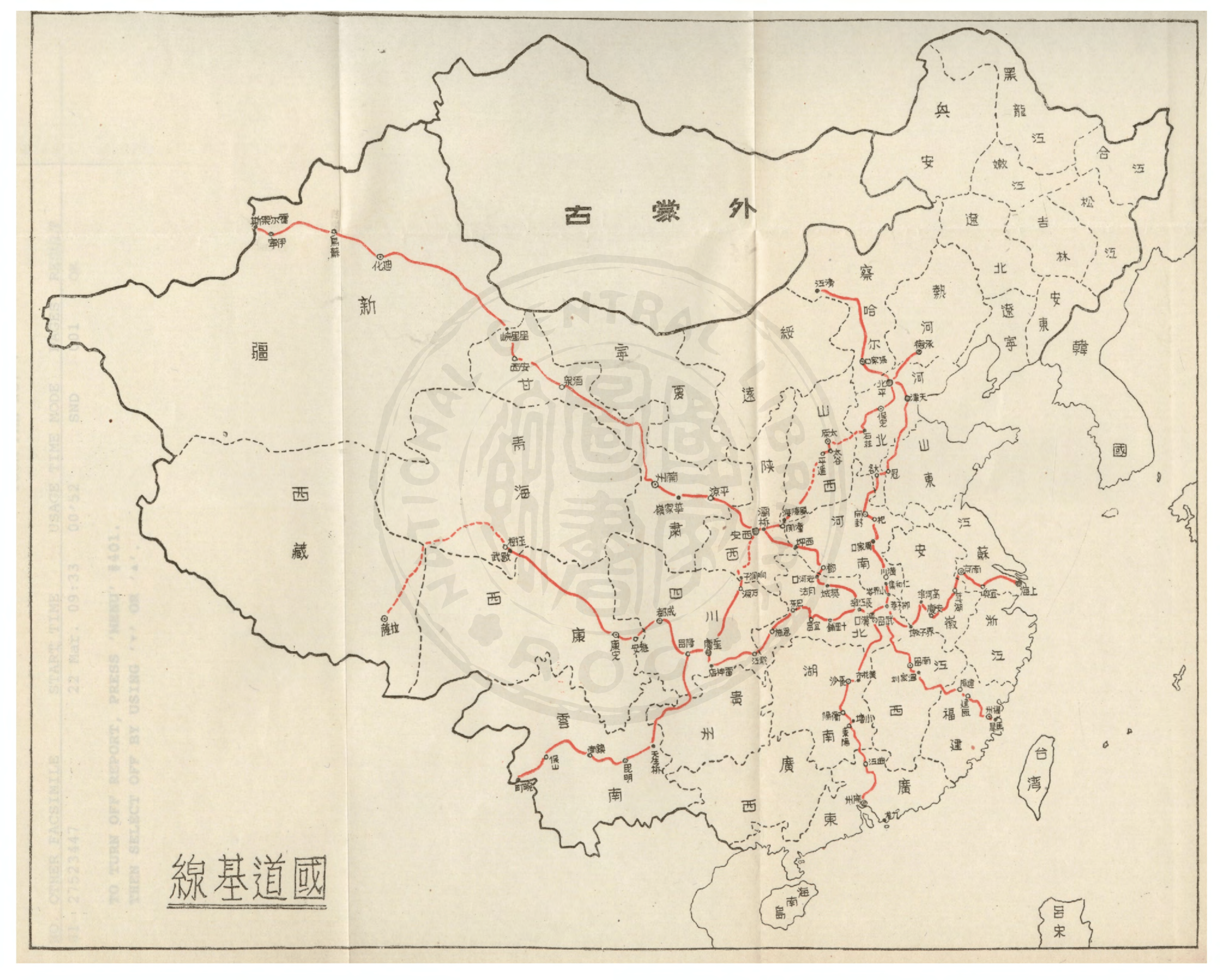
國道基線

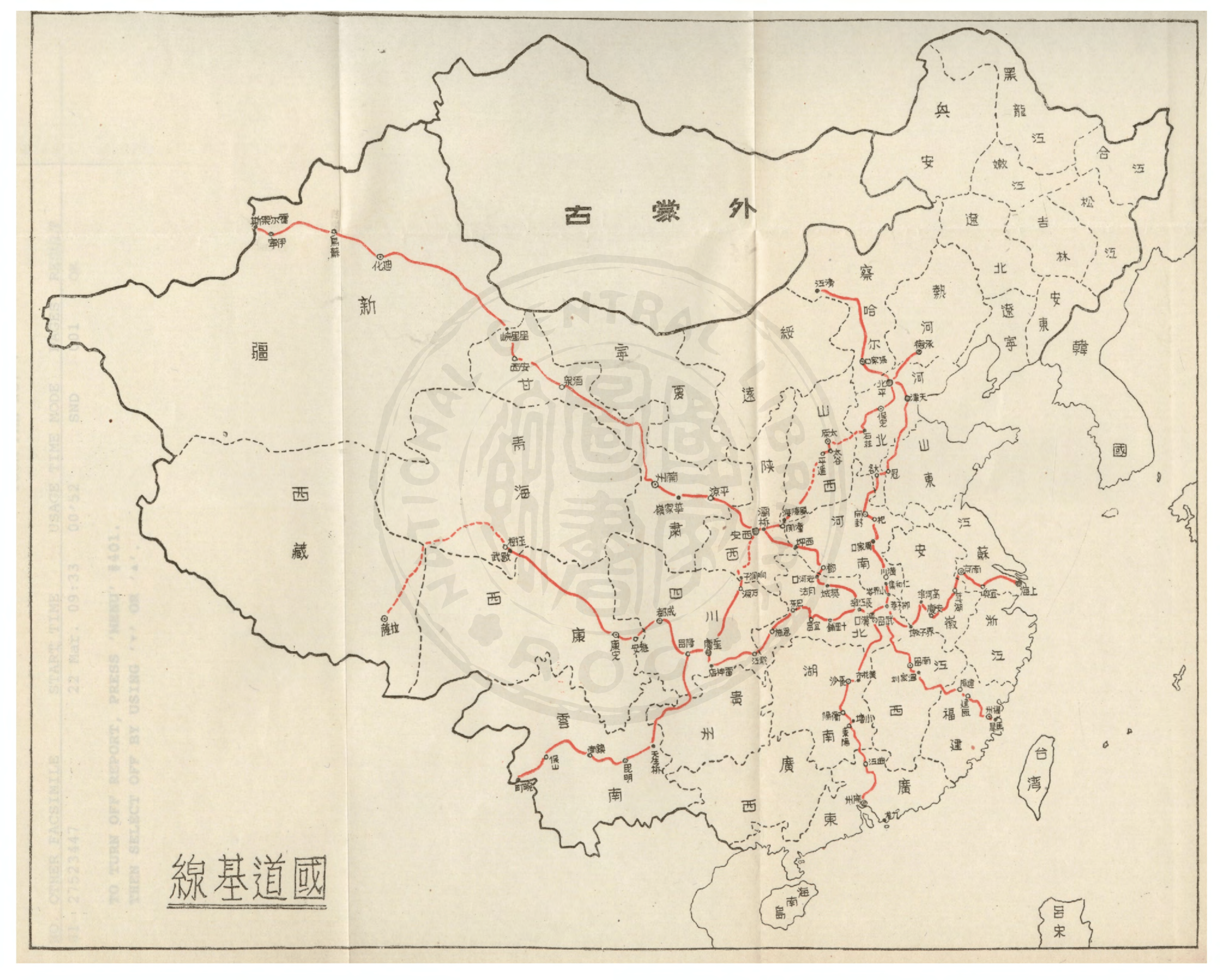
國道經線

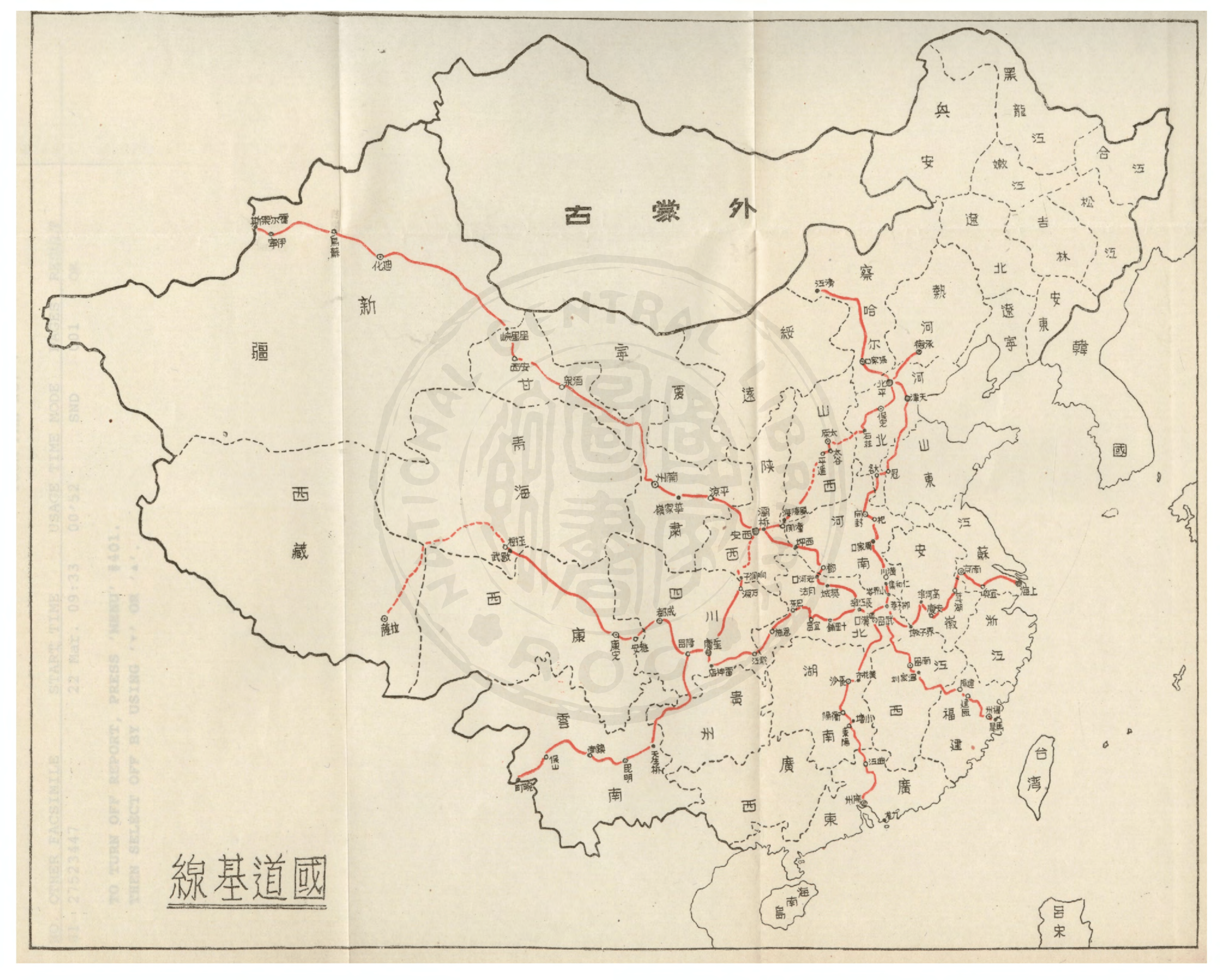
國道緯線

| 編號 | 名稱     | 路線 | 里程(km) |
| ---- | -------- | --- | -------- |
|      | 京滬幹線 | 南京、龍潭、鎮江、東郭、奔牛、武進、江陰、常熟、太倉、嘉定、南翔、真茹、上海 | 326      |
|      | 京閩幹線 | 南京、句容、天王寺、溧陽、徐舍、宜興、（浙）長興、吳興、武康、杭縣、蕭山、紹興、曹娥、蒿壩、杉樹潭、嵊縣、新昌、白鶴殿、天台、臨海、黃岩、樂清、永嘉、瑞安、平陽、（閩）分水關、福鼎、霞浦、寧德、崎背嶺、羅源、連江、琯頭嶺、琯江、馬江、夢岐、魁岐、福州                                                                                 | 1197.88  |
|      | 滬桂幹線 | 上海、閔行、南橋、柘林、金絲娘橋、（浙）乍浦、海鹽、澉浦、海寧、杭州、富陽、新登、桐廬、建德、壽昌、龍游、衢縣、江山、（贛）廣豐、上饒、河口、弋陽、貴溪、朱埠橋、珀玕、東鄉、臨川、崇仁、樂安、永豐、八都、吉安、安福、金田、永新、（湘）茶陵、巴集、攸縣、衡陽、洪橋、祁陽、永州、（桂）黃沙河、全縣、興安、靈川、桂林、柳州、賓陽、邕寧 | 2321.71  |
|      | 京魯幹線 | 浦口、六合、（皖）天長、（蘇）蔣壩、淮陰、眾興、宿遷、窰灣、運河車站、邳縣、（魯）台兒莊、臨沂、莒縣、諸城、安邱、濰縣、壽光、廣饒、博興、高苑、青城、惠民、樂陵 | 953.1    |
|      | 京黔幹線 | 南京、西善橋、江寧鎮、銅井、（皖）當塗、蕪湖、灣址、宣城、寧國、績溪、歙縣、屯溪、休寧、祁門、店舗灘、小淮嶺、（贛）浮梁、樂平、萬年、黃金埠、珀玕、東鄉、進賢、南昌、高安、上高、萬載、（湘）瀏陽、永安市、黃華市、長沙、湘潭、湘鄉、寶慶、桃花坪、洪江、（黔）玉屏、清溪、鎮遠、施秉、黃平、鑪山、馬場坪、貴定、龍里、貴陽               | 1877.22  |
|      | 歸祁幹線 | （豫）商邱、（皖）亳縣、太和、阜陽、穎上、正陽關、六安、卅里鋪、舒城、桐城、高河埠、安慶、東流、秋浦、祁門 | 592      |
|      | 京川幹線 | 浦口、江浦、高旺鎮、（皖）烏江、和縣、含山、巢縣、店埠、合肥、舒城、桐城、高河埠、潛山、太湖、宿松、（鄂）黃梅、廣濟、蘄水、團風、楊邏、漢口、應城、皂市、沙洋、河溶、宜昌、長陽、建始、恩施、利川、（川）萬縣、忠縣、涪陵、長壽、江北、重慶、璧山、永川、榮昌、隆昌、內江、資中、簡陽、成都東門                                           | 1673.65  |
|      | 汴粵幹線 | （豫）開封、杞縣、淮陽、周口鎮、項城、潢川、雙柳樹、小界嶺、（鄂）麻城、羅田、蔡家河、蘄水、廣濟、武穴、陽新、（贛）界牌、箬溪、藕漳、萬家埠、牛行渡河至南昌、豐城、樟樹、新淦、水邊、八都、朱仙橋、三曲灘、吉安、泰和、馬家洲、遂川、贛縣、南康、大庾、小梅關、大庾嶺、（粵）南雄、始興、曲江                                             | 1356.67  |
|      | 京陝幹線 | 浦口、江浦、高旺鎮、（皖）烏江、和縣、含山、巢縣、店埠、合肥、官亭、六安、葉家集、（豫）商城、潢川、信陽、桐柏、新野、鄧縣、淅川、（陝）荆紫關、商南、商縣、藍田、西安 | 1400     |
|      | 洛韶幹線 | （豫）洛陽、臨汝、魯山、南召、南陽、鄧縣、孟樓、（鄂）老河口、樊城、襄陽、宜城、荆門、江陵、沙市、公安、鄭公渡、（湘）臨澧、常德、益陽、寧鄉、長沙、湘潭、衡山、衡陽、耒陽、郴縣、宜章、小塘、（粵）坪石、九峰、樂昌、曲江 | 1800.3   |
|      | 海鄭幹線 | （蘇）東海、沭陽、宿遷、雎寧、銅山、蕭縣、（豫）永城、商邱、開封、鄭縣 | 578      |

#### 四基五經六緯國道網
民國35年，交通部公路總局曾結合已成公路進行全面規劃，制定了《四基五經六緯國道網》方案。這個方案原則上是以重慶、漢口和西安為內環三個中心，互相聯絡成為基網；由這三個中心分向外圍，引伸至南京、廣州、昆明、蘭州和北平等五大據點，構成國道網的骨幹，採用甲等標準修建；再由這五大都市分途四出，與重要港口、邊防重鎮和國外交通網相銜接，內與各省省會、經濟中心和工業基地相聯絡，均采用甲或乙等標準修建；從而使首都與各重要海港與省會以及省會之間，各省會與各重要城市之間均有公路互相聯絡。
國道網路線，除東北各省、台灣省和海南島的國道路線另案規定外，先規定四基五經六緯國道15條及經緯聯絡國道支線22條，共計37條，總長61264公里，未成里程6654公里，已成里程54610公里，重覆里程4041公里，實際里程57223公里。後來由於第二次國共內戰，國道網遲遲無法完成，最終在政府遷臺後正式淡出歷史舞台。
| 線別                                         | 路線起迄      | 經過地點 | 全線長度 | 全線長度 | 全線長度 | 重複里程 | 實計里程 | 備考 |
| 線別                                         | 路線起迄      | 經過地點 | 新築     | 已成     | 合計     | 重複里程 | 實計里程 | 備考 |
| -------------------------------------------- | ------------- | --- | -------- | -------- | -------- | -------- | -------- | ---- |
| 基 1                                         | 上海 拉薩     | 上海 宜興 南京 蕪湖 大渡口 安慶 高河埠 界子墩 柳子巷 漢口 長江埠 十里鋪 宜昌 巴東 恩施 石門坎 黔江 雷神店 重慶 隆昌 成都 雅安 康定 歇武 玉樹 拉薩                                 | 1180     | 4041     | 5221     |          | 5221     |      |
| 基 2                                         | 九龍 滂江     | 九龍 廣州 曲江 小塘 耒陽 衡陽 長沙 黃花市 武昌(漢口) 柳子巷 小界嶺 仁和集 潢川 周家口 杞 開封 大名 冠 天津 北平 萬全 滂江                                                         |          | 3411     | 3411     | 80       | 3331     |      |
| 基 3                                         | 馬尾 霍爾果斯 | 馬尾 閩侯 建甌 建陽 通建橋 溫家圳 高坊嶺 南昌 武昌(漢口) 長江埠 樊城 老河口 孟家樓 鄧縣 西坪 界牌 灞橋 西安 咸陽 平涼 華家嶺 蘭州 河口 酒泉 安西 猩猩峽 白楊河 迪化 烏蘇 霍爾果斯 |          | 5386     | 5386     | 63       | 5328     |      |
| 基 4                                         | 畹町 承德     | 畹町 保山 鎮南 昆明 天生橋 榮昌 重慶 萬源 響洞子 西安 灞橋 潼關 風陵渡 平遙 太谷 太原 石家莊 保定 北平 承德                                                                       | 540      | 4075     | 4615     | 206      | 4409     |      |
| 基線                                         |               | 小計 | 1720     | 16913    | 18633    | 349      | 18284    |      |
| 經 1                                         | 海安 山海關   | 海安 廣州灣 大瀝 廣州 興寧 新泉 朋口 建甌 建陽 楓嶺 衢縣 龍游 杭州 宜興 南京(浦口) 六合 淮陰 宿遷 台兒莊 濟南 齊河 天津 塘沽 山海關                                               |          | 4297     | 4297     | 216      | 4081     |      |
| 經 2                                         | 汕頭 周家口   | 汕頭 興寧 大峰坳 瑞金 贛縣 泰和 高坊嶺 溫家圳 洋灣 浮梁 石門 大渡口 安慶 高河埠 六安 界首 周家口                                                                                  |          | 2042     | 2042     | 76       | 1966     |      |
| 經 3                                         | 常德 滂江     | 常德 十里鋪 樊城 老河口 孟家樓 鄧縣 南陽 汝坟橋 洛陽 晉城 長治 太谷 太原 大同 豐鎮 滂江                                                                                           |          | 2128     | 2128     | 198      | 1930     |      |
| 經 4                                         | 廣州灣 百靈廟 | 廣州灣 鬱林 賓陽 大塘 六寨 甘粑哨 貴陽 崇溪河 雷神店 重慶 萬源 西安 咸陽 綏德 榆林 包頭 百靈廟                                                                                    | 540      | 3074     | 3614     | 1086     | 2529     |      |
| 經 5                                         | 打洛 陝壩     | 打洛 新平 呈貢 昆明 龍街 小官河 會理 西昌 富林 榮經 雅安 成都 綿陽 江油 劈家嶺 武都 蘭州 寧夏 陝壩                                                                                | 1054     | 2567     | 3621     | 150      | 3471     |      |
| 經線                                         |               | 小計 | 1594     | 14108    | 15702    | 1725     | 13977    |      |
| 緯 1                                         | 廈門 鎮南關   | 廈門 新泉 朋口 隘嶺 瑞金 贛縣 小梅關 曲江 蓮塘 荔浦 大湖 大塘 賓陽 南寧 吳村圩 鎮南關                                                                                             |          | 1923     | 1923     | 275      | 1648     |      |
| 緯 2                                         | 上海 天生橋   | 上海 杭州 歙縣 張王廟 浮梁 洋灣 溫家圳 高坊嶺 南昌 黃花市 長沙 長德 三角坪 榆樹灣 鮎魚鋪 三穗 甘粑哨 貴陽 天生橋                                                                  |          | 2782     | 2782     | 390      | 2392     |      |
| 緯 3                                         | 呂四港 褒城   | 呂四港 六合 浦口 合肥 楊小店 六安 葉家集 仁和集 潢川 南陽 鄧縣 孟家樓 老河口 白河 石泉 褒城                                                                                       |          | 2053     | 2053     | 196      | 1857     |      |
| 緯 4                                         | 連雲港 明塔蓋 | 連雲港 宿遷 徐州 李石林 圮縣 開封 洛陽 潼關 灞橋 西安 咸陽 寶雞 雙石鋪 華家嶺 河口 享堂 西寧 倒淌河 芒崖 紅柳溝 婼羌 于闐 莎車 明塔蓋                                             | 2414     | 3245     | 5659     | 487      | 5172     |      |
| 緯 5                                         | 青島 寧夏     | 青島 濰縣 濟南 齊河 冠 大名 長治 太古 平遙 軍渡 綏德 寧夏 | 450      | 1499     | 1949     | 406      | 1543     |      |
| 緯 6                                         | 多倫 陝壩     | 多倫 萬全 大同 豐鎮 歸綏 包頭 五原 陝壩 |          | 1224     | 1224     | 70       | 1154     |      |
| 緯線                                         |               | 小計 | 2864     | 12726    | 15590    | 1824     | 13766    |      |
| 經 2-1                                       | 歙縣 蕪湖     | 歙縣 宜城 蕪湖 |          | 242      | 242      |          | 242      |      |
| 經 3-1                                       | 汝坟橋 開封   | 汝坟橋 許昌 開封 |          | 178      | 178      |          | 178      |      |
| 經 4-1                                       | 鬱林 蓮塘     | 鬱林 梧州 心山 信都 蓮塘 | 78       | 306      | 384      |          | 384      |      |
| 經 4-2                                       | 桂林 衡陽     | 桂林 黃沙河 衡陽 |          | 361      | 361      |          | 361      |      |
| 經 4-3                                       | 荔浦 三穗     | 荔浦 桂林 青龍界 星子界 三穗 |          | 584      | 584      |          | 584      |      |
| 經 5-1                                       | 北海 沙子嶺   | 北海 欽縣 吳村圩 南寧 百色 八渡 興仁 沙子嶺 |          | 1025     | 1025     | 29       | 996      |      |
| 經 5-2                                       | 河口 呈貢     | 河口 蒙自 呈貢 | 191      | 297      | 488      |          | 488      |      |
| 經 5-3                                       | 綿陽 雙石鋪   | 綿陽 七盤關 褒城 雙石鋪 |          | 565      | 565      |          | 565      |      |
| 經 6-1                                       | 鎮南 小官河   | 鎮南 魚鮓 小官河 |          | 278      | 278      |          | 278      |      |
| 經 6-2                                       | 歇武 倒淌河   | 歇武 黃沿河 倒淌河 |          | 673      | 673      |          | 673      |      |
| 經 6-3                                       | 酒泉 叉道     | 酒泉 建國營 叉道 | 90       | 360      | 450      |          | 450      |      |
| 經 6-4                                       | 婼羌 庫爾勒   | 婼羌 庫爾勒 |          | 442      | 442      |          | 442      |      |
| 經 6-5                                       | 烏蘇 塔城     | 烏蘇 塔城 |          | 354      | 354      |          | 354      |      |
| 經聯絡線                                     |               | 小計 | 359      | 5665     | 6024     | 29       | 5995     |      |
| 緯 1-1                                       | 廣州 信都     | 廣州 大瀝 信都 |          | 279      | 279      | 19       | 260      |      |
| 緯 2-1                                       | 泰和 榆樹灣   | 泰和 永陽 耒陽 衡陽 邵陽 榆樹灣 |          | 758      | 758      | 61       | 697      |      |
| 緯 2-2                                       | 永嘉 洋灣     | 永嘉 麗水 碧湖 龍游 衢縣 常山 草坪 洋灣 |          | 659      | 659      | 34       | 625      |      |
| 緯 2-3                                       | 象山 杭州     | 象山 曹娥 杭州 |          | 257      | 257      |          | 257      |      |
| 緯 3-1                                       | 保山 B.P.37   | 保山(K690) 騰衝B.P.37 |          | 234      | 234      |          | 234      |      |
| 緯 3-2                                       | 三角坪 黔江   | 三角坪 茶洞 秀山 黔江 |          | 457      | 457      |          | 457      |      |
| 緯 5-1                                       | 安西 紅柳溝   | 安西 敦煌 紅柳溝 |          | 759      | 759      |          | 759      |      |
| 緯 5-2                                       | 白楊河 莎車   | 白楊河 庫爾勒 巴楚 莎車 | 217      | 1215     | 1432     |          | 1432     |      |
| 緯 6-1                                       | 濰縣 威海衛   | 濰縣 威海衛 |          | 480      | 480      |          | 480      |      |
| 緯聯絡線                                     |               | 小計 | 217      | 5098     | 5315     | 114      | 5201     |      |
| 總計                                         | 總計          | 總計 | 6754     | 54510    | 61264    | 4041     | 57223    |      |
| 附註：東北九省臺灣省及海南島國道路線另案公布 |               | |          |          |          |          |          |      |

上述公路计划编订时，中華民國的統治範圍不包括當時處於日本統治之下的臺灣。1949年中華民國政府遷臺後，原以中國大陸為設計的公路法規，無法適用於政府實控領土限縮至臺澎金馬的現實需要。另一方面，1949年後由中华人民共和国统治的中国大陆，由于文革等一系列原因，至1987年才出现正式通车的高速公路，为京港澳高速北京六里桥至赵辛店段，此后中国大陆才掀起高速公路建设潮。（关于中国大陆境内国道后续规划，请参阅中华人民共和国国道）

### 政府遷臺後
1959年《公路法》公布施行，同日《國道條例》廢止。 
最初《公路法》定義國道為「以首都為中心，或跨越兩省以上，並聯絡重要港口、機場、邊防重鎮、國際交通及重要政治經濟中心之主要路線」。歷經多次修正，現今國道之規劃乃依據《公路法》第二條第二款規定，謂國道係「指聯絡二直轄市（省）以上、重要港口、機場及重要政治、經濟、文化中心之高速公路或快速公路」。 
一段時間對於國道之服務層級泛稱「主要路線」或「主要道路」，直至2013年《公路法》修正後，才將國道定位為「高速公路」或「快速公路」。因此，早期國道可為一般公路。 

#### 國道在臺灣
- 1970年代初期僅有中山高速公路的建設與規劃，屬於時任中華民國行政院院長蔣經國所推動的十大建設之一。
- 中山高速公路興建初期由交通部臺灣區國道高速公路工程局規劃興建，完工後於1978年改制為臺灣區國道高速公路局，負責營運和養護。此後一直到北二高興建前的將近二十年間，中山高速公路為臺灣唯一的高速公路，也是唯一的國道（含機場聯絡線）。
- 隨著中山高速公路容量逐漸不敷所需，故於國家建設六年計畫中規劃興建北部第二高速公路（北二高），並成立交通部臺灣區國道新建工程局統籌規劃興建，之後又向南延伸至屏東（中二高、南二高），全線編為國道三號。
- 2010年1月9日，時任行政院院長吳敦義正式宣布，擬從高雄港開闢國道七號，銜接台88線快速公路串聯國道一號及國道三號，並可達新高雄國際機場，工程耗資約新臺幣八百億元；2021年中將進入二階環評，2022年8月15日環評初審經審查專案小組第四會議審查通過，後續將送環評大會審查，按表定期程最快在2030年完成。

## 國道收費系統
中華民國國道目前有4條路線為收費道路，以南北向幹線道路為主。原以一定區域為單位，在主線車道設置收費站進行人工收費，1990年代後試行在收費站設置電子收費（ETC）設施；至2013年，人工收費全面由電子收費替代，改採在交流道間的主線車道上設置收費感應門架。

### 過去
- 人工收費：使用回數票及收受現金，於通過收費站時交予收費人員。
- 電子收費：是藉由裝置在車輛上的收發器（OBU）或黏貼於擋風玻璃或車頭燈之電子標籤（eTag）來感應收費。駕駛在通過收費站時必須行走「電子收費ETC專用道」，讓架設於專用道上的感應器偵測，以完成扣款。

### 現在
中華民國交通部於2013年12月30日凌晨0時起，開始在有進行收費的國道路線實施道路計程收費，並給予3日免費優惠，2014年1月2日起正式收費。初期實施範圍，除了原先已實施人工過站收費的國道1號（含汐五高架及五楊高架）、國道3號及國道5號，再增加國道3號甲線；目前未收費的國道2號、國道4號、國道6號、國道8號、國道10號則列入遠期計畫。
目前使用中的國道電子收費系統，採用設置於兩交流道間主線上之感應門架，透過掃描設置於車上之標籤型收發器（eTag）收費，收費金額係兩處交流道間距離乘以收費費率計算之，並依交流道間距長度，費用皆有所不同；另感應門架不支援傳統型收發器（OBU），尚未換裝標籤型收發器（eTag）之車輛將無法完成收費，必須比照非ETC車輛採通行後補繳之方式完成收費。目前國道計程收費之費率，上班日及一般周休二日採每日20公里免費里程及200公里以上通行費75折優惠，另於3日以上之假期取消免費里程並採取單一費率，以避免大量短程車流湧入國道導致交通阻塞。
實施道路計程收費之日起，原先設置於國道之收費站，除了國道一號泰山、國道三號大甲及田寮等三站部分站體外，皆展開分階段拆除作業（先內後外）及道路復舊工程，預計20天內完成內側收費票亭之拆除作業。

## 國道服務區
交通部高速公路局在國道一號、三號、五號與六號共設立十五個服務區，以及五個功能性略不及服務區的休息站。

## 國道維護管理

交通部高速公路局局徽

2018年2月11日前，所有國道的管理維護均統一由交通部臺灣區國道高速公路局負責，興建工作則是由交通部臺灣區國道新建工程局負責。
2018年2月12日起，交通部臺灣區國道高速公路局與交通部臺灣區國道新建工程局整併後成立交通部高速公路局。交通部高速公路局負責國道的養護及拓建工程、交通管理維護事項、通行車輛工程受益費之徵收、國道路邊設施之營運管理、國道沿線環境之整理與維護、國道公路用地、房屋與其他財物之備置、保管、運用及財物處理事項。

## 國道建設基金
- 基金的目的：中央政府有效推展國道公路建設計畫，並統籌辦理其興建、營運、維護及自償部分的資金籌措、償還等事宜，以提升服務水準，達到整體國道公路系統興建之目的而設立。
- 基金的來源：中央政府循預算程序撥付非自償部分；車輛通行費收入；燃料使用費收入；服務性設施有關之收入；辦理區段徵收土地之處分收入；基金孳息收入等。
- 基金的用途：國道公路建設及其設施的擴充及改良支出；國道公路維護管理支出；國道公路業務之宣導、推廣、訓練及研究發展支出。

## 國道客運

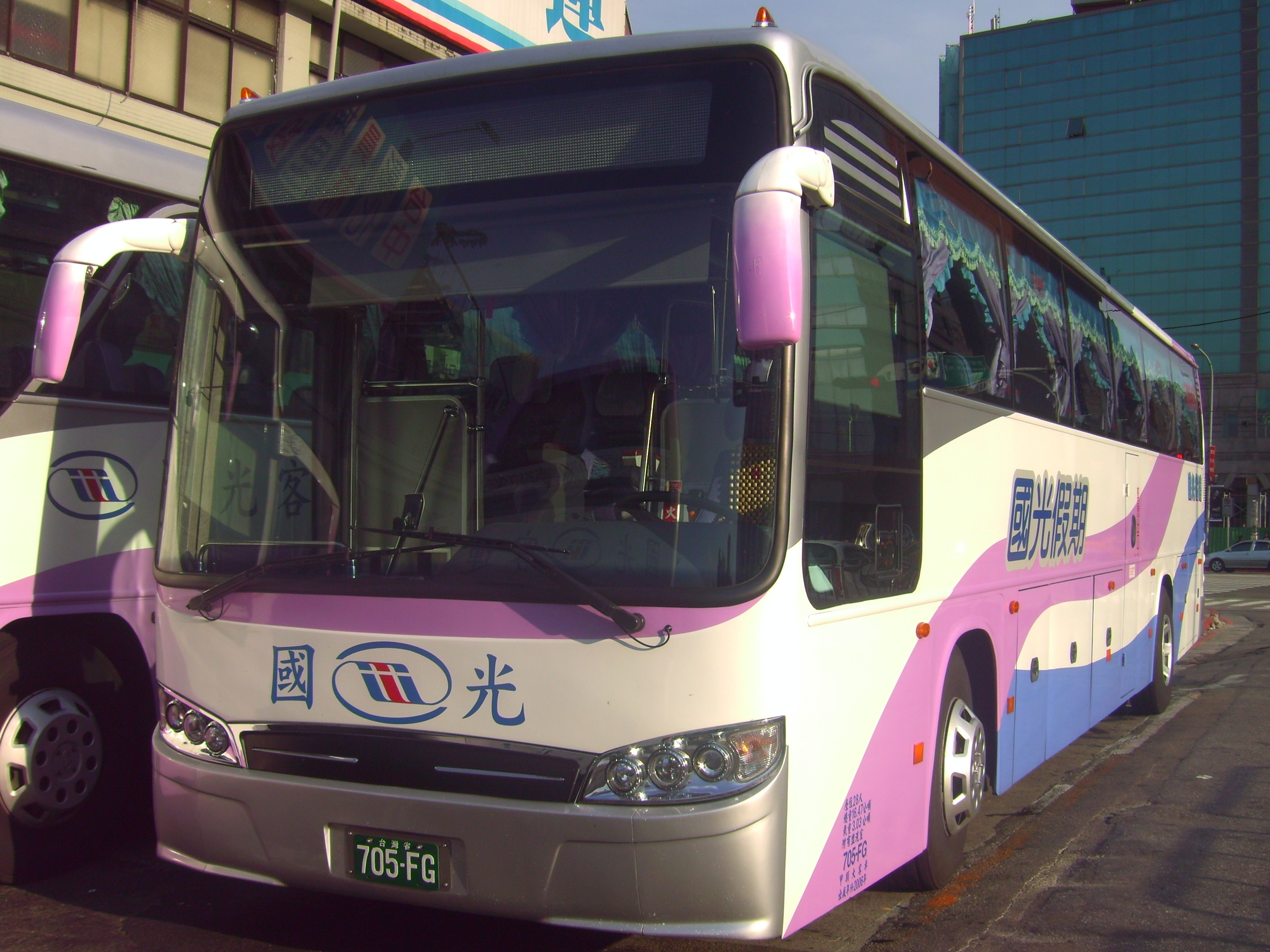
臺灣汽車客運公司民營後成立的國光客運，仍為臺灣規模最大的國道客運業者。

- 1978年國道剛完成初期，國道客運由臺灣省政府省營企業臺灣汽車客運公司（今國光客運）專營。
- 1989年至1995年，由臺灣汽車客運公司及統聯客運所寡占。

- 1995年以後中央政府開放路權，凡是符合資格的民間業者均可提出申請，路權年限是五年。

- 2022年8月，立法院2021年通過《道路交通管理處罰條例 （页面存档备份，存于）》修正案，規定4歲以上乘客，搭乘大型車在國道或快速道路上，自8月1日起，須強制繫安全帶，實行初期將有4個月勸導期，12月1日起違規的乘客，可罰3000至4500元，倘若駕駛未告知，則可重罰6000元。[21]

## 國道路況資訊
- 廣播電台：由內政部警政署警察廣播電台定時播報高速公路即時路況。
- 儀控顯示：高速公路行車控制中心運用道路儀控系統顯示資訊給駕駛。
- 網路查詢：國道高速公路局網站可隨時查詢國道即時路況。

## 國道安全維持
國道由內政部警政署國道公路警察局負責道路交通秩序的維護與管理。
轄線分布：
| 單 位 名 稱      | 單 位 名 稱           | 道路編號                            | 轄 線                                                  | 備 註                                                                                         |
| 第一公路警察大隊 | 汐止分隊 （濱江小隊） | 國道一號 汐五高架                   | 0公里－34.4公里 12.6公里－33.1公里                     | 基隆端至高公局便道 汐止端至五股端                                                             |
| 第一公路警察大隊 | 泰山分隊 （中壢小隊） | 國道一號 國道二號                   | 34.4公里－69.1公里 0公里－11.6公里                     | 高公局便道至楊梅交流道機場端至南桃園交流道                                                    |
| 第二公路警察大隊 | 楊梅分隊              | 國道一號                            | 69.1公里－110.4公里                                    | 楊梅交流道至頭份交流道                                                                        |
| 第二公路警察大隊 | 造橋分隊              | 國道一號                            | 110.4公里－150.2公里                                   | 頭份交流道至三義交流道                                                                        |
| 第二公路警察大隊 | 後龍分隊              | 國道三號                            | 110.4公里－156.8公里                                   | 香山交流道至苑裡交流道                                                                        |
| 第三公路警察大隊 | 泰安分隊              | 國道一號 國道四號                   | 150.2公里－181.4公里 0公里－18.5公里                   | 三義交流道至南屯交流道 清水端至豐原端                                                         |
| 第三公路警察大隊 | 員林分隊              | 國道一號                            | 181.4公里－230.5公里                                   | 南屯交流道至西螺交流道                                                                        |
| 第三公路警察大隊 | 中興分隊              | 台76線                              | 10.86公里－32.2公里                                    | 埔鹽交流道至中興系統交流道                                                                    |
| 第四公路警察大隊 | 斗南分隊              | 國道一號                            | 230.5公里－270.2公里                                   | 西螺交流道至水上交流道                                                                        |
| 第四公路警察大隊 | 新營分隊              | 國道一號                            | 270.2公里－303.5公里                                   | 水上交流道至麻豆交流道                                                                        |
| 第四公路警察大隊 | 新市分隊              | 國道一號 國道八號                   | 303.5公里－338.3公里0公里－9.8公里                     | 麻豆交流道至路竹交流道 台南端至新市交流道                                                     |
| 第五公路警察大隊 | 岡山分隊              | 國道一號                            | 338.3公里－372.7公里                                   | 路竹交流道至高雄端                                                                            |
| 第五公路警察大隊 | 田寮分隊              | 國道三號 國道十號                   | 369.5公里－383公里0公里－33.8公里                      | 田寮交流道至燕巢系統交流道文自路至旗山端                                                      |
| 第五公路警察大隊 | 竹田分隊              | 國道三號                            | 383公里－431.5公里                                     | 燕巢系統交流道至大鵬灣端                                                                      |
| 第六公路警察大隊 | 樹林分隊              | 國道三號 國道二號                   | 31公里－54.3公里 12公里－20.3公里                      | 安坑交流道至鶯歌系統交流道 南桃園交流道至鶯歌系統交流道                                       |
| 第六公路警察大隊 | 龍潭分隊              | 國道三號                            | 54.3里－72.3公里                                       | 鶯歌系統交流道至龍潭收費站                                                                    |
| 第六公路警察大隊 | 竹林分隊              | 國道三號                            | 72.3公里－110.4公里                                    | 龍潭收費站至香山交流道                                                                        |
| 第七公路警察大隊 | 大甲分隊              | 國道三號                            | 156.8公里－191.6公里                                   | 苑裡交流道至和美交流道                                                                        |
| 第七公路警察大隊 | 快官分隊              | 國道三號國道六號                    | 191.6公里－211.4公里0公里－37.6公里                    | 和美交流道至霧峰交流道霧峰系統交流道至埔里端                                                  |
| 第七公路警察大隊 | 名間分隊              | 國道三號                            | 211.4公里－243.7公里                                   | 霧峰交流道至竹山交流道                                                                        |
| 第八公路警察大隊 | 古坑分隊              | 國道三號                            | 243.7公里－288.6公里                                   | 竹山交流道至竹崎交流道                                                                        |
| 第八公路警察大隊 | 白河分隊              | 國道三號                            | 288.6公里－334.3公里                                   | 竹崎交流道至官田系統交流道                                                                    |
| 第八公路警察大隊 | 善化分隊              | 國道三號國道八號                    | 334.3公里－369.5公里9.8公里－15.5公里                  | 官田系統交流道至田寮交流道新市交流道至新化端                                                  |
| 第九公路警察大隊 | 木柵分隊 （七堵小隊） | 國道三號 國道三甲南港連絡道台二己線 | 0公里－31公里 0公里－5.6公里0公里－1公里0公里－3.8公里 | 基金交流道至安坑交流道 臺北市辛亥路至新北市文山路台北市環東大道至國三號港西聯絡道至基金交流道 |
| 第九公路警察大隊 | 石碇分隊              | 國道五號                            | 0公里－14.7公里                                        | 南港系統交流道至坪林行控交流道                                                                |
| 第九公路警察大隊 | 頭城分隊              | 國道五號                            | 14.7公里－30.3公里                                     | 坪林行控交流道至頭城交流道                                                                    |
| 第九公路警察大隊 | 蘇澳分隊              | 國道五號蘇澳聯絡道                  | 30.3公里－54.3公里0公里－1.5公里                       | 頭城交流道至蘇澳交流道蘇澳聯絡道                                                              |

## 外部連結
- 交通部高速公路局（页面存档备份，存于）
- 即時路況網（页面存档备份，存于）